# روبن روبرتسون
روبن روبرتسون (بالإنجليزية: Robin Robertson)‏ هو شاعر بريطاني، ولد في 1955 في بيرثشاير في المملكة المتحدة.

## وصلات خارجية
- روبن روبرتسون على موقع ميوزك برينز (الإنجليزية)